# Мелуза
Мелуза (так же Медуза или Мелузина) — персонаж русских лубочных картинок второй половины XVII—XVIII века. Представляет собой мифическое существо в виде полуженщины-полузмеи или полурыбы.
Упоминается в «Книге естествословной», приписываемой Николаю Спафарию. По мнению Б. М. Соколова, сюжет этого лубка является загадочным, но содержит отсылку к знакомой теме из устного повествования.

## Внешний вид
Представлялась как полосатое существо с туловищем и брюхом зверя, драконьим хвостом со змеиной пастью на конце, четырьмя лапами, как у слона, с точно такими же пастями, а также шеей и головой девы с короткими чёрными волосами и короной на голове. Змеиные пасти содержали в себе смертельный драконий яд. Обитала Мелуза в западном Океане, в «океане-море близ Эфиопской пучины».